# Ukraińscy Wolni Kozacy
Ukraińscy Wolni Kozacy (ukr. Вільні козакі, niem. Ukrainische Freie Kosaken) – ochotnicza formacja zbrojna złożona z ukraińskich Kozaków podczas II wojny światowej.
Niewiele wiadomo o tej formacji. Została ona powołana w 1942 r. przez nowo mianowanego atamana Ukraińskiego Wolnego Kozactwa, gen. Mychajłę Omelianowicza-Pawlenkę. Szefem sztabu został Iwan Capko. Weszły w jej skład różne kozackie jednostki, które działały wcześniej w szeregach ukraińskiej policji pomocniczej i batalionów Schutzmannschaften. Ukraińscy Wolni Kozacy nawiązywali do tradycji Wolnego Kozactwa z okresu hetmanatu Pawło Skoropadskiego z lat 1917–1918. Ich komenda główna mieściła się w Niemczech. Początkowo tworzono oddziały złożone z Kozaków na obszarze północno-zachodniej Ukrainy, a następnie na całym okupowanym obszarze. Najbardziej aktywne były w rejonie miejscowości Owrucz, Korosteń, Zwiahel, Żytomierz, Winnica, Radomyśl, zwalczając głównie komunistyczną partyzantkę. W Zwiahlu znajdowało się miejscowe dowództwo formacji. Ich liczebność osiągnęła około 10 tysięcy ludzi.
W późniejszym okresie formalnie włączono je w skład Ukraińskiej Armii Wyzwoleńczej, ale faktycznie działały nadal samodzielnie. W 1944 r. niektóre oddziały Niemcy przerzucili do różnych podbitych krajów Europy, w tym głównie do Francji. Na początku 1945 r. 700-osobowy kureń Wolnych Kozaków pod dowództwem płk. Petro Tereszczenki, od 1944 r. atamana Ukraińskiego Wolnego Kozactwa, wszedł w skład nowo formowanej 2 Dywizji Ukraińskiej Armii Narodowej pod zwierzchnictwem gen. Pawło Szandruka.
Po zakończeniu wojny część Wolnych Kozaków poddała się zachodnim aliantom, zaś pozostali dostali się do niewoli sowieckiej i zostali w większości zamordowani.